# جوني منصور
جوني منصور (1960-) هو مؤرخ فلسطيني من فلسطينيي48، ولد في حيفا،  يعمل محاضر في قسم دراسات التاريخ في الكلية الأكاديمية في بيت بيرل، متخصص بتاريخ الشرق الأوسط الحديث، وله اهتمام بتاريخ فلسطين الحديث والمعاصر، والقضية الفلسطينية، وتاريخ المدن الفلسطينية وخصوصًا حيفا.

## حياته
ولد جوني منصور في مدينة حيفا في 25 كانون أول – ديسمبر من العام 1960. درس المرحلة الابتدائية في مدرسة راهبات الناصرة بحيفا، وأنهى الثانوية في الكلية الأرثوذكسية العربية في حيفا في عام 1978. ثم تابع دراسته في جامعة حيفا في موضوعي تاريخ الشرق الأوسط والفلسفة، فنال درجة البكالوريوس وشهادة معلم مؤهل. حصل على درجة الماجستير من الجامعة نفسها، ثم درجة الدكتوراة في التاريخ من جامعة سانت بطرسبورغ في عام 1988. يعمل في حقل التربية والتعليم منذ قرابة 38 عامًا. وهو ناشط سياسي واجتماعي من خلال عدّة أطر وهيئات محلية وعالمية. أشغل منصب مدير بنك المعلومات في «مدار» – المركز الفلسطيني للدراسات الإسرائيلية في رام الله.

## مناصب ومهام
- محرر مجلّة «الكلمة» (صدرت بين 1989 - 1997).
- نائب مدير كلية مار الياس في الجليل.
- محاضر في قسم دراسات التاريخ في الكلية الأكاديمية في بيت بيرل.
- عضو الهيئة الإدارية في: جمعية التطوير الاجتماعي (حيفا)، مركز مدى الكرمل (حيفا)، مركز إعلام (الناصرة).

## مؤلّفاته

### كُتُب
1. رؤية جديدة لحياة وأعمال المطران غريغوريوس حجار. مطبعة أبو رحمون – عكا، 1985. الطلعة الثانية عن مطبعة الحكيم في الناصرة، 2013.
2. الكنعانيون أجداد الفلسطينيين. إصدار خاص، حيفا،1989.
3. تاريخ الشرق الأوسط الحديث والمعاصر. بالاشتراك مع عماد بهو، الطبعة الأولى 1989، والثانية 1991 مُزيدة ومنقحة.

1. أسماء ومصطلحات في تاريخ العرب والشرق الأوسط الحديث. بالاشتراك مع عماد بهو، حيفا،1990.
2. تاريخ العرب. بالاشتراك مع يوسف فاعور، حيفا، الطبعة الأولى 1989، الطبعة الثانية 2005. (كتاب تدريس).
3. تاريخ مسيرة الشعوب القديمة. بالاشتراك مع يوسف فاعور، حيفا،1989. (كتاب تدريس).
4. شوارع حيفا العربية. إصدار جمعية التطوير الاجتماعي- حيفا، الطبعة الأولى 1989، والثانية 1999 مُزيدة ومنقحة.
5. الدليل التاريخي للقرن العشرين وتاريخ الشعب الإسرائيلي في العصر الحديث. إصدار خاص- حيفا،1993.
6. الجواب المفصل الأول في تاريخ العرب والشرق الأوسط. إصدار خاص، الطبعة الأولى 1999، والثانية 2002 منقحة ومُزيدة.(كتاب مساعد).
7. الجواب المفصل الثاني في تاريخ أوروبا في العصر الحديث وتاريخ الشعب الإسرائيلي الحديث. إصدار خاص- حيفا،2001.(كتاب مساعد).
8. الأعياد والمواسم في الحضارة العربية. مطبعة المشرق-شفاعمرو، 1998. طبعة ثانية مُزيدة ومنقحة، 2006.
9. مسافة بين دولتين، قراءة معاصرة في فكر أفلاطون والفارابي السياسي. مطبعة الوادي – حيفا،2004.
10. مختصر تاريخ الناصرة (تحقيق مخطوطة من تأليف حنا سمارة). إصدار جمعية السباط للحفاظ على التراث- الناصرة، 2004.
11. الاستيطان الإسرائيلي ـ التاريخ والواقع والتحديات الفلسطينية، إصدار دار الأسوار ـ عكا، 2005.
12. مسارات حيفا العربية. إصدار جمعية التطوير الاجتماعي ـ حيفا، 2007.
13. المفتاح ـ قاموس المفردات والمصطلحات العبرية الواردة في الإعلام الإسرائيلي. إصدار معهد الإعلام في جامعة بير زيت بالتعاون مع اليونسكو، 2007.
14. الرينة ـ التاريخ، الذاكرة والواقع. بالاشتراك مع حسين منصور. طبعة خاصة، 2007.
15. المدينة الفلسطينية في فترة الانتداب البريطاني – تطورات وتحولات اجتماعية واقتصادية وثقافية – حيفا نموذجًا. إصدار دار الرعاة – رام الله ودار اليازوري – عمان، 2008.
16. الخط الحديدي الحجازي: تاريخ وتطور قطار درعا– حيفا. مؤسسة الدراسات الفلسطينية، بيروت، 2008.
17. إسرائيل الأخرى؛ رؤية من الداخل. مركز الجزيرة للدراسات والدار العربية للعلوم ـ ناشرون، بيروت، 2009.
18. المؤسسة العسكرية في إسرائيل. بالاشتراك مع فادي نحاس. مدار، رام الله، 2009.
19. الروم الكاثوليك في حيفا (تاريخ، واقع وتطلعات). إصدار كنيسة مار الياس، حيفا 2009.
20. معجم الأعلام والمصطلحات الصهيونية والإسرائيلية. مدار، رام الله، 2009.
21. حيفا اسم يناجي القمر ويخاطب البحر. إصدار جمعية التطوير الاجتماعي، حيفا، 2011.
22. Arab Christians in Israel: Facts, Figures & Trends. Diyar publication, Bethlehem, 2012.
23. حيفا؛ الكلمة التي أصبحت مدينة. إصدار المؤلف (طبعة أولى، 2015). وإصدار «الآن» ناشرون (طبعة ثانية، عمان - الأردن، 2016).
24. كتاب المقالة في خلق الإنسان لأبي الحسن سعيد بن هبة الله. تحقيق وتقديم. إص\ار خاص، حيفا، 2016.
25. يوم الأرض. إصدار وزارة الثقافة الفلسطينية، رام الله، 2016.
26. مئوية تصريح بلفور - تأسيس لدولة، وتأشيرة لاقتلاع شعب. إصدار المؤسسة العربية للدراسات والنشر، بيروت، 2017.
27. التدين في مناهج وكتب التعليم في إسرائيل. إصدار مركز مسارات، البيرة - رام الله، 2018.
28. عقيلة آغا الحاسي. الرجل وعصره. مطبعة الحجاوي، نابلس، 2018.

### ترجمات
1. كتاب دان ياهاف: طهارة السلاح، أسطورة وأخلاق وواقع. إصدار مدار - المركز الفلسطيني للدراسات الإسرائيلية، رام الله،2004.

### أبحاث ودراسات
1. "قرار التقسيم رقم 181. فرض أجندة استعمارية على فلسطين. في قضايا إسرائيلية، العدد الثامن والعشرون/السنة السابعة 2007، ص ص 78-85.
2. «ما بين الذاكرة والهوية القومية والجيش وتعميق الشرخ الاجتماعي»، في قضايا إسرائيلية، العدد الحادي والثلاثون والثاني والثلاثون/2008، ص ص 148-160.
3. «الكنيسة المحلية والقضية الفلسطينية (1918-1948)» ص ص 53-85، مؤتمر اللاهوت والكنيسة المحلية في الأرض المقدسة، الدورة الثامنة تموز 1995، إصدار «اللقاء» مركز الدراسات الدينية والتراثية في الأرض المقدسة-القدس.
4. "L'emergence du Movement Sportif Palestinien sous le Mandat", in Kenneth Brown(ed.). Haifa Etats D'Esprit States of Mind. Albiana, Paris 2010.
5. "The Perspective of a Lay Christian from Galilee on the City of Jerusalem", in Naim Ateek(ed.) & Others. Jerusalem What Makes For Peace(A Palestinian Christian Contribution to Peacemaking). Melisende, London, 1997.
6. “Die Arabische Kultural seinigendes Element in den Ortskirchen” in Harald Suermann(ed.), ZwischenHalbmond Und Davidstern- Christliche Theologie in Palastina heute.Herder,Freiburg,2001.pp. 175–190.
7. "International Political Changes & their Influence on Christian Arabs in the Middle East", in Al-Liqa Journal, Vol.24, Aug. 2005, pp. 91–105. (Jerusalem).
8. "The Hijaz – Palestine and the Development of Haifa", in Jerusalem Quarterly (28), 2006, pp. 5–21.
9. "Le Chemin de Fer Du Hedjaz au debut 20 siecle, in Revue d'etudesPalestiniennes, 2006 (99). Pp.76-87. (Paris).
10. “The Arabs in Haifa During the British Mandate” in Daphna Sharfman(ed.). Jews and Arabs in Haifa during the British Mandate(1918-1948), Surge books, 2007.
11. “Historicizing Climate: Haifawis and Haifo’im Remembering the Winter of 1950” with Dan Rabinowitz in Mahmoud Yazbak & Yfaat Weiss(eds.). Haifa Before & After 1948, Narratives Of A Mixed City. Institute for Historical Justice and Reconciliation(The Hague), Dordrecht, The Netherlands, 2011.